# Rock Creek (Oregon, Baker megye)
Rock Creek az Amerikai Egyesült Államok északnyugati részén, Oregon állam Baker megyéjében elhelyezkedő önkormányzat nélküli település.
A település 1903-ban jött létre az Elkhorn-hegységi bányászat miatt. 1913-ban több bolt és egy hentes is volt itt.

## Fordítás
- Ez a szócikk részben vagy egészben  a   Rock Creek, Baker County, Oregon című angol Wikipédia-szócikk ezen változatának fordításán alapul.  Az eredeti cikk szerkesztőit annak laptörténete sorolja fel. Ez a jelzés csupán a megfogalmazás eredetét és a szerzői jogokat jelzi, nem szolgál a cikkben szereplő információk forrásmegjelöléseként.